# Diario de Cádiz
El Diario de Cádiz es un periódico español editado en Cádiz desde 1867.
En la actualidad tiene la consideración de decano de la prensa andaluza.

## Historia
Nació un 16 de junio de 1867 de la mano del editor Federico Joly Velasco, primero de una saga familiar que ha mantenido hasta nuestros días este periódico. En su primer número, el Diario de Cádiz declaró a los lectores:

Las columnas de nuestro periódico estarán siempre abiertas para todos los que en ellas quieran tratar sobre cualquier asunto para Cádiz y su provincia, pero se hallarán completamente cerradas para toda clase de polémicas personales, que dan origen a espectáculos lamentables. Independientes por carácter, no nos prestaremos a ser órgano de nadie. Como no nos ciegan las pasiones de estos tiempos, ni nos moverán los odios que no sabe abrigar nuestra alma, ni resentimientos personales, que no tenemos, guiarán jamás nuestra pluma.

Cobró relevancia a fines del XIX por su información sobre la guerra de Cuba. Diario de ideología conservadora y línea editorial independiente, para comienzos del siglo XX ya era considerado un periódico prestigioso —era considerado el principal rotativo de la ciudad— y disponía de una posición privilegiada frente a otros diarios. No obstante, durante el primer tercio del siglo XX va a coexistir con otros diarios que se editan en la ciudad, como La Información y El Noticiero Gaditano. Hasta 1924 el Diario de Cádiz estuvo dirigido por el hijo del fundador, Federico Joly y Diéguez. Posteriormente pasó a ser dirigido por Federico Joly y Díez de la Lama, marcando el inicio una nueva etapa en la historia del periódico, que para entonces era considerado el diario más antiguo de la ciudad. Tras la proclamación de la Segunda República se mantuvo teóricamente independiente, aunque simpatizaba con las fuerzas políticas conservadoras.
A partir de 1942, con la desaparición de La Información, se convirtió en el único periódico de la capital gaditana; esto además conincidió con la desaparición de otros diarios en la provincia, favoreciendo su influencia y sus ventas fuera de la propia ciudad de Cádiz. No obstante, hubo de hacer frente a la competencia de diarios sevillanos como ABC. Durante la etapa franquista mantuvo una cierta independencia dentro de los límites tolerados por el régimen, y siguió estando controlado por la familia Joly.
Coincidiendo con el final del franquismo, el periódico sufrió una profunda modernización en la década de 1980, al tiempo que se creaban cabeceras en otras ciudades de Andalucía: Jerez de la Frontera, Campo de Gibraltar, Sevilla, Huelva, Córdoba y Málaga. En los últimos años su principal competidor en la ciudad de Cádiz ha sido el diario La Voz de Cádiz, propiedad de Vocento. Para 2010 el Diario de Cádiz tenía una difusión de 23.469 ejemplares (OJD).

## Colaboradores
Entre sus plumas habituales se encuentran la escritora Pilar Vera y el poeta Enrique García Máiquez.